# Del otro lado del puente (pel·lícula de 1980)
Del otro lado del puente és una pel·lícula dramàtica musical mexicana de 1980 dirigida per Gonzalo Martínez Ortega i protagonitzada per Juan Gabriel, Valentín Trujillo, Lucha Villa, Julio Alemán, Estela Núñez, Narciso Busquets i Ana Laura Maldonado.
Va ser una d'una sèrie de pel·lícules mexicanes sobre l'experiència xicana. Va ser la primera d'una trilogia de pel·lícules dirigida per Martínez Ortega i protagonitzada per Juan Gabriel, seguida de la duología autobiogràfica El Noa Noa (1981) i Es mi vida (1982).

## Argument
El jove mexicà Alberto (Juan Gabriel) viu a Los Angeles amb la família de Manny (Narcís Busquets), el seu germà major, i estudia en la UCLA amb suport del professor Bob (Julio Alemán). Un altre jove, Jimmy Joe (Valentín Trujillo), que viu amb la seva germana Estela (Ana Laura Maldonado), és encoratjat a deixar la drogoaddicció en un centre de readaptació juvenil coordinat per Manny. Desil·lusionat d'una gringa, Alberto coneix en una discoteca a Estela i es fa el seu nuvi.

## Repartiment
- Juan Gabriel com Alberto Molina.
- Valentín Trujillo com Jimmy Joe.
- Lluita Vila com La Mare
- Julio Alemán com a Professor Bob.
- Estela Núñez com La Cantant.
- Narcís Busquets com Manuel Martínez «Manny».
- Ana Laura Maldonado com Estela (com Ana Laura).
- Billy Cardenas com Daniel Martínez «Danny».
- Bárbara Kay com Doris
- Isaac Ruiz
- Beatriz Marín
- Roberto Rodríguez
- Mark Carlton
- Joe Kaniewski
- Rick Williamson com Joey (com Rick Miko).
- David Povall com a Locutor de TV (com David Estuard).
- Joseanna Garsa
- José Luis Rodríguez
- José Luis García Agraz
- Emma Serra
- Carlos Apodaca
- Ronnie Cárdenas
- Lucrecia Muñoz com a Empleada de clínica (no acreditada).

## Producció
Va ser filmada en 1978.

## Llançament
Es va estrenar als cinemes Aragón 2, Colonial, Ermita, Marina, Soledad, Tlatelolco, Variedades, Vallejo 2000, Lago 2 i Premier el 17 d'abril de 1980, i es va exhibir durant sis setmanes.

## Recepció
En Historia de la producción cinematográfica mexicana, 1977-1978, Marina Díaz López es va referir a la pel·lícula dient de Juan Gabriel que «el cantant deu poc de la seva gran fama als seus pocs treballs com a estrella de cinema».